# Khabgal, Tirthahalli
Khabgal là một làng thuộc tehsil Tirthahalli, huyện Shimoga, bang Karnataka, Ấn Độ.